# Kris Draper
Kristopher Bruce Draper (* 24. Mai 1971 in Toronto, Ontario) ist ein ehemaliger kanadischer Eishockeyspieler und derzeitiger -funktionär, der im Verlauf seiner aktiven Karriere zwischen 1988 und 2011 unter anderem 1379 Spiele für die Winnipeg Jets und Detroit Red Wings in der National Hockey League auf der Position des Centers bestritten hat. Draper gewann mit den Detroit Red Wings insgesamt viermal den Stanley Cup und errang zudem mit der kanadischen Nationalmannschaft den Weltmeistertitel sowie den World Cup of Hockey.

## Karriere
Kris Draper spielte von 1988 bis 1990 im Programm des kanadischen Eishockeyverbandes Hockey Canada. Von den Winnipeg Jets aus der National Hockey League wurde der Angreifer im NHL Entry Draft 1989 in der dritten Runde an Position 62 ausgewählt. Draper wechselte schließlich im Sommer 1990 zu den Jets, kam aber nur auf drei NHL-Einsätze und auch beim Farmteam, den Moncton Hawks, in der American Hockey League spielte er nur sieben Mal. Ungewöhnlich für einen Eishockeyspieler ging er nach seinen Einsätzen in den beiden Profiligen zu den Ottawa 67’s in die Juniorenliga Ontario Hockey League. Von 1991 bis 1993 war er fester Bestandteil der Moncton Hawks und bekam hin und wieder die Chance in der NHL bei Winnipeg zu spielen. Doch kam er in den vier Jahren, seitdem er gedraftet worden war, nur auf 20 NHL-Spiele.

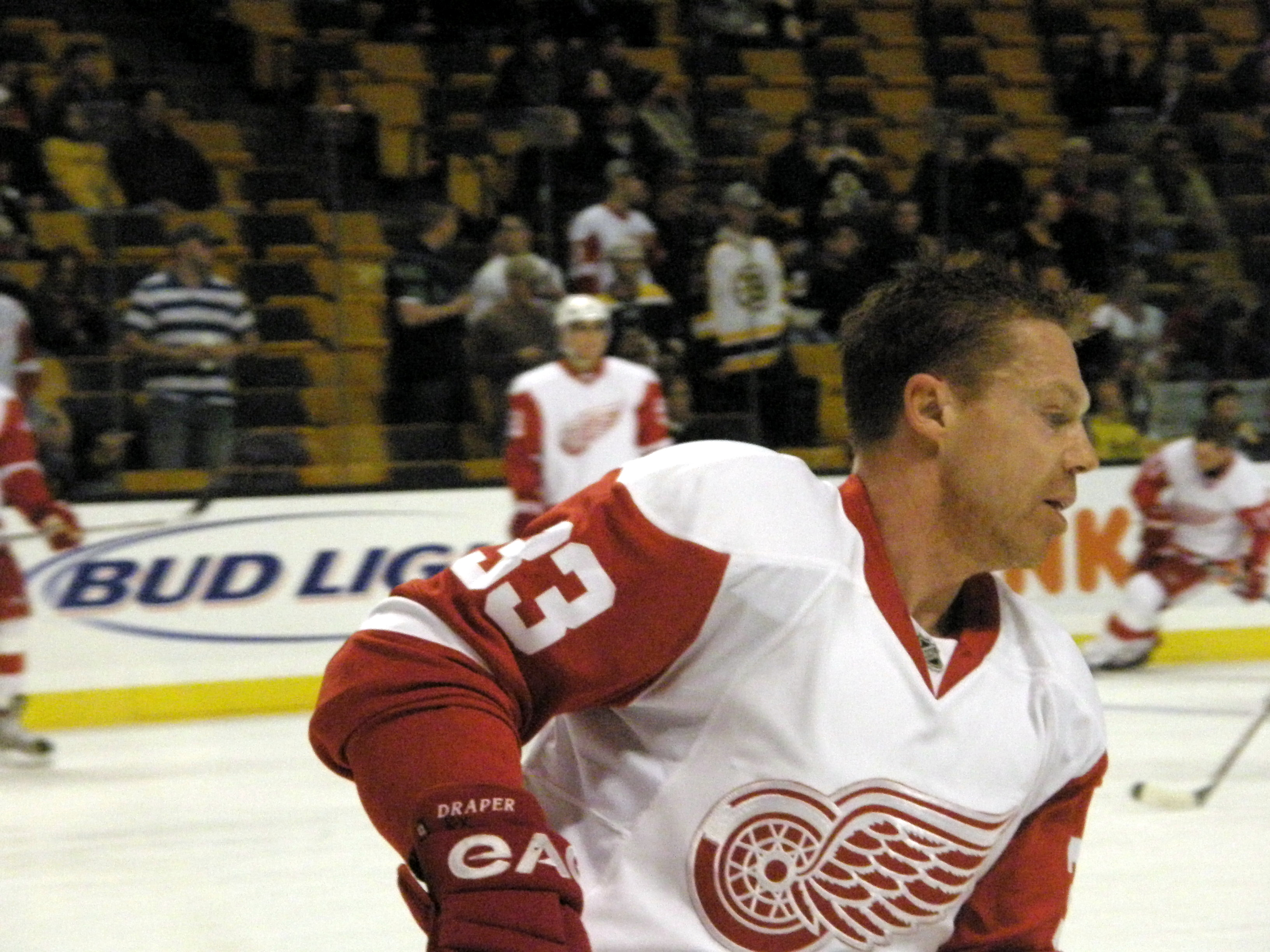
Kris Draper beim Aufwärmen

Im Sommer 1993 wurde er für einen US-Dollar an die Detroit Red Wings verkauft und nach zwei Jahren hatte er sich in Detroit etabliert. Im Finale der Western Conference Ende Mai 1996 wurde er von Claude Lemieux von der Colorado Avalanche mit dem Kopf gegen die Bande gecheckt. Draper erlitt einen Bruch des Unterkiefer, der Nase und des Wangenknochens sowie eine Gehirnerschütterung. Er war zu Beginn der folgenden Saison wieder fit und konnte ins Spielgeschehen zurückkehren. Aufgrund des Vorfalls entwickelte sich ein Heimspiel gegen die Avalanches im März 1997 zu einer sehr harten Partie. Die Wut der Red Wings über die Verletzungen von Kris Draper gipfelte in einer Massenschlägerei auf dem Eis (Brawl in Hockeytown). Die Rivalität zwischen den beiden Teams setzte sich in den folgenden Spielzeiten fort. In dem Jahr gewannen die Red Wings den Stanley Cup und wiederholten den Erfolg 1998. 2002 gewann Draper zusammen mit dem Team den dritten Stanley Cup in sechs Jahren.
Im Frühjahr 2003 wurde Draper mit dem Team Canada Weltmeister. Nach der Saison 2003/04 wurde Draper als der Stürmer mit den besten Defensivqualitäten mit der Frank J. Selke Trophy ausgezeichnet. Im Sommer 2004 gewann er mit dem Team Canada den World Cup of Hockey, 2005 errang er bei der Weltmeisterschaft die Silbermedaille. In der Saison 2005/06 schlossen die Red Wings die reguläre Saison als bestes Team der NHL ab und unterlagen in der ersten Runde gegen die Edmonton Oilers.
Da er nach Nicklas Lidström zu Beginn der Saison 2006/07 dienstältester Red Wing war, war es nur konsequent, dass er zum Assistenzkapitän ernannt wurde. In der Saison erzielte er 14 Tore und bereitete 15 vor. Draper war jahrelang ein Mitglied der „Grind Line“ in Detroit, zusammen mit Kirk Maltby und Joe Kocur (später ersetzt durch Darren McCarty), die für ihr hartes Spiel bekannt waren. Im Juli 2011 erklärte Draper seine Spielerkarriere für beendet, blieb den Red Wings in der Folge aber treu. Seit 2011 arbeitet er dort als Berater des General Managers Ken Holland.

## Erfolge und Auszeichnungen
| - 1997 Stanley-Cup-Gewinn mit den Detroit Red Wings - 1998 Stanley-Cup-Gewinn mit den Detroit Red Wings - 2002 Stanley-Cup-Gewinn mit den Detroit Red Wings | - 2004 Frank J. Selke Trophy - 2008 Stanley-Cup-Gewinn mit den Detroit Red Wings |

### International
| - 1990 Goldmedaille bei der Junioren-Weltmeisterschaft - 1991 Goldmedaille bei der Junioren-Weltmeisterschaft - 2003 Goldmedaille bei der Weltmeisterschaft | - 2004 Goldmedaille beim World Cup of Hockey - 2005 Silbermedaille bei der Weltmeisterschaft |

## Karrierestatistik

### International
Vertrat Kanada bei:
| - Junioren-Weltmeisterschaft 1990 - Junioren-Weltmeisterschaft 1991 - Weltmeisterschaft 2000 - Weltmeisterschaft 2001 | - Weltmeisterschaft 2003 - World Cup of Hockey 2004 - Weltmeisterschaft 2005 - Olympischen Winterspielen 2006 |

(Legende zur Spielerstatistik: Sp oder GP = absolvierte Spiele; T oder G = erzielte Tore; V oder A = erzielte Assists; Pkt oder Pts = erzielte Scorerpunkte; SM oder PIM = erhaltene Strafminuten; +/− = Plus/Minus-Bilanz; PP = erzielte Überzahltore; SH = erzielte Unterzahltore; GW = erzielte Siegtore; 1 Play-downs/Relegation; Kursiv: Statistik nicht vollständig)